# Joseph Barratt
Joseph Barratt (Stapleford, 1796-Middletown, 1882) fue un médico, y botánico inglés; y geólogo en Connecticut y Pensilvania.

## Obras
- 1874. Fossil Wonders of a Former World. Editor C.H. Pelton. 7 pp.
- 1859. Zoomorphic Sandstone of the Connecticut Basin. 1 pp.
- 1851. The Indian of New-England, and the north-eastern provinces: a sketch of the life of an Indian hunter, ancient traditions relating to the Etchemin tribe, their modes of life, fishing, hunting, &c.; with vocabularies in the Indian and English, giving the names of the animals, birds, and fish; the ... Con Nicola Tenesles. Editor Ch. H. Pelton. 24 pp.
- 1850. Indian Proprietors of Mattebeseck: And Their Descendants, Whose Names Appear in Town Records, from 1673 to 1749. Editor C.H. Pelton. 4 pp.
- 1846. Geology of Middletown & Vicinity. Con Edward Hitchcock. Editor W.D. Starr, 1 pp.
- 1841. Eupatorium verticillata: Specimens to Illustrate the North American Verticillate Species and Varieties of the Genus Eupatorium: with Synonyms and References
- 1840. North American Ca̲r̲i̲c̲e̲s̲. Editor C.H. Pelton, 8 pp.
- 1840. Salices Americanae: North American Willows. Disposed in Sections, Or Natural Groups, with Notes and Observations of a Practical Nature, Showing the Kinds Best Adapted for the Useful Arts, and Those Most Esteemed in Ornamental Culture. Editor C.H. Pelton, 16 pp.
- 1839. Barratt's Ornamental Penman. Editor J. Barratt, 40 pp.
- 1837. Scripture arithmetic, or, The Jewish and Roman coins, weights, and ... 16 pp.

## Eponimia
Género
- (Asteraceae) Barrattia A.Gray & Engelm.[2]

Especies vegetales
- (Cyperaceae) Carex barrattii Schwein. & Torr.[3]
- (Cyperaceae) Olamblis barrattii (Torr. ex Schwein.) Raf.[4]
- (Salicaceae) Salix barrattiana Hook.[5]

Especies animales
- (Corbulidae) Corbula barrattiana C.B. Adams, 1852[6]